# Usine métallurgique d'Enakievo
L'usine métallurgique d'Enakievo est une usine située à Ienakiieve, en Ukraine dans l'oblast de Donetsk.

## Histoire
L'entreprise est créée en 1897 avec sa première coulée de fonte de l'aciérie Petrovskiy, l'année suivante elle prend le nom de l'ingénieur  Fedir Yenakïev .